# Clarkson (New York)
Pour les articles homonymes, voir Clarkson.
Clarkson est une ville du comté de Monroe, dans l'État de New York, aux États-Unis,. En 2010, elle comptait une population de 6 736 habitants.

## Démographie
Lors du recensement de 2010, la ville comptait une population de 6 736 habitants. Elle est estimée, en 2016, à 7 040 habitants.